# Juraj Dalmatinac
Juraj Matejev Dalmatinac (latinski: Georgius Mathaei Dalmaticus) ili Giorgio Orsini, a u međunarodnoj literaturi i Giorgio da Sebenico (Zadar, početkom 15. stoljeća – Šibenik, 1473./75.), hrvatski i talijanski kipar i graditelj.

## Život i djelo
O njegovoj mladosti, školovanju i prvim radovima zna se vrlo malo, a nije mu poznato ni obiteljsko ime (prezime Orsini koje se navodi u starijoj literaturi prisvojio je njegov sin). Do 1441., kada dolazi u Šibenik, živi u Veneciji, gdje ima obitelj i kuću. U to doba već je afirmirani umjetnik, pa se vjerojatno na njega odnose navodi Filaretea, a po njemu i Vasarija, o kiparu »Schiavonu koji je učinio značajne stvari u Veneciji«. Njegovi radovi u Veneciji nisu dokumentirani. Na osnovi stila radova u domovini može se zaključiti da je radio u radionici kipara Giovannija i Bartolomea Bona. Pretpostavlja se da je bio njihov suradnik pri izradbi kipova i ukrasa na Porta della Carta, a kao samostalni rad pripisuje mu se reljef sv. Marka s bratimima u luneti portala Scuole di San Marco. Neki detalji s Arca Foscari Duždeve palače vrlo su slični konstruktivnim i dekorativnim rješenjima koja je Juraj ostvario poslije na šibenskoj katedrali.
U Mletcima Juraj Dalmatinac usvaja stil kićene gotike, koji je tada bio na vrhuncu, ali sudeći po njegovim prvim radovima u domovini, prihvaća i elemente novoga stila – toskanske renesanse. Stvaralačka i individualna sinteza gotike i renesanse nazočna je u cijelome Jurjevu djelu te je on prvi i najosebujniji predstavnik mješovita gotičko-renesansnoga stila, koji obilježava regionalnu umjetnost Dalmacije druge polovice XV. i početka XVI. stoljeća. Juraj djeluje u Dalmaciji kao graditelj i kao kipar 1441. – 73. Pozvan je u Šibenik iz Venecije da nastavi gradnju katedrale započete 1431. u stilu venecijanske gotike. 
Do njegova dolaska bili su izgrađeni bočni zidovi, dio pročelja, dva portala, a izgradnjom kapela bio je definiran izgled bočnih brodova. Svojom koncepcijom istočnoga dijela crkve Juraj je katedrali dao monumentalan oblik. Apside je započeo zidati 1443., kako je zabilježeno na svečanome natpisu koji pridržavaju dva renesansna putta na pilastru uz sjevernu apsidu. Tu je majstorov potpis: »hoc opus cuvarum fecit magister Georgius Mathaei Dalmaticus«. 
Na frizu koji teče oko apsida isklesao je sedamdeset i jednu ljudsku glavu, galeriju realističkih portreta tipova ljudi, volumenom i detaljima precizno definirana karaktera i izraza U unutrašnjosti katedrale uzdignuo je svetište za šest stepenica i podignuo četiri velika stupa s kapitelima od kovrčava lišća, nad kojima je poslije bila podignuta kupola na osmostranu tamburu. Njegovo su djelo i izražajni kipovi apostola Petra i Pavla u tabernakulima na vrhu sjevernoga portala, te ležeći kip biskupa Šižgorića. Krstionica katedrale sagrađena je 1443. pod južnom apsidom. Taj mali prostor, presvođen kupolom sastavljenom od devet velikih kamenih ploča, ispunjen je bogatim gotičko-renesansnim ukrasom. Na pojasnicama iznad nosećih pilastara nalaze se izražajni likovi proroka pod gotičkim tabernakulima, a u poljima između njih renesansni anđeli u plitku reljefu. 
Usporedo s radovima na šibenskoj katedrali, koju je naposljetku ostavio nedovršenu, Juraj preuzima i poslove u drugim dalmatinskim i talijanskim gradovima. U Zadru 1444. radi na uređenju svetišta nad svodovima u franjevačkoj crkvi, od čega su ostale sačuvane samo dvije karakteristično ukrašene konzole, a 1450. rekonstruira biskupsku palaču; u Splitu 1446. – 1448. gradi Kapelu sv. Arnira uz predromaničku Crkvu sv. Eufemije u sklopu samostana benediktinki. U kapeli (danas jedinom sačuvanom dijelu porušena samostana) postavio je oltar-grobnicu (od 1835. u Kaštel Lukšiću); na njoj je isklesao ležeći lik biskupa Arnira i prikaz njegova kamenovanja u reljefu renesansne kompozicije, na kojemu pojedini likovi i podsjećaju na antičku umjetnost. 
God. 1448. prihvaća narudžbu da u splitskoj stolnoj crkvi izradi kapelu i oltar sv. Staša. Premda se u radu morao držati osnovnoga oblika Kapele sv. Dujma s druge strane glavnoga oltara, koju je 1427. izradio Bonino da Milano, Juraj je nadmašio svojega prethodnika u ukrasu i plastičnoj snazi realističkih skulptura. Ciborij kapele ukrašen je kasnogotičkim lišćem, a na vrhu zabata su kipovi Navještenja i anđela. U gornjemu dijelu oltara leži sv. Staš, dok su s prednje strane u reljefu prikazana četiri crkvena oca i prizor Bičevanja Krista, jedno od najboljih Jurjevih ostvarenja. U Splitu se iskazao i kao vrstan graditelj gospodskih palača, sagradivši sa suradnicima veliku palaču obitelji Papalić s bogato ukrašenim portalom, ložom u dvorištu i dvoranom. U gotičkome je stilu pregradio romaničku palaču pokraj Zlatnih vrata, a njegov je stil uočljiv na tzv. Maloj Papalićevoj palači, portalu kuće Cipci i jednom portalu na Dosudu. 
U Pagu je zabilježena njegova aktivnost vezana uz gradnju novoga naselja 1443.: na tome velikome gradilištu prisutan je 1449., 1451. i 1457., kada zajedno sa suradnicima ugovara izradbu dijela zidina i utvrda. S biskupom Palčićem sklapa 1465. ugovor o gradnji biskupske palače. Radove na pročelju župne crkve, koje je povjerio svojim suradnicima, ugovorio je 1466. Godine 1464. – 66. Juraj Dalmatinac je u službi Dubrovačke Republike zaposlen na gradnji utvrda; po njegovu je modelu izgrađena kula sv. Katarine i dovršena Minčeta, na kojoj je ranije zidao talijanski graditelj Michelozzi. U to vrijeme nastao je i njegov jedini skulptorski rad u Dubrovniku, snažni kip sv. Vlaha koji se nalazi u Sorkočevićevu ljetnikovcu.
Juraj Dalmatinac je mnogo radio i u Italiji: 1454. vozi kamen s Brača u Rimini, 1461. spominje se u Ravenni, 1466. u Urbinu, a pred kraj života radio je na pročelju crkve Santa Maria u Citta Nuova u Markama. O tim radovima nije ništa pobliže poznato. U Anconi, gdje je najviše radio, sačuvana su tri njegova velika djela. God. 1451. ugovara izradu Lože trgovaca (Loggia dei Mercanti), na kojoj radi sve do 1458. Raskošno pročelje zgrade otvoreno je u prizemlju šiljastolučnim arkadama. Tu su pod baldahinima postavljene četiri alegorijske figure svjetovnih krjeposti, među kojima se po realističkim oblicima renesansnoga ženskoga akta ističe Milosrđe. Usporedo s gradnjom Lože trgovaca radi i monumentalan, bogato ukrašen portal crkve San Francesco delle Scale s četiri velika kipa u tabernakulima sa strane portala Slične je koncepcije i ukrasa portal za crkvu anconskih augustinaca, naručen 1460., na kojemu se posebno ističe reljef Sv. Augustina u borbi protiv hereze. Juraj ga nije dovršio; učinili su to 1494. talijanski majstori.
Pri radovima u hrvatskim primorskim i talijanskim gradovima Jurju su pomagali brojni suradnici i učenici, kojima je povjeravao i samostalne radove po svojim nacrtima. Najvažniji su Andrija Aleši, koji se kasnije razvio u plodnoga i samostalnoga umjetnika, te Ivan Pribislavić, s kojim je radio u Šibeniku, Rabu i Anconi. Jurjeva umjetnička snaga i razgranata djelatnost odlučno su utjecale na daljnji razvoj dalmatinske arhitekture. S velikoga gradilišta šibenske katedrale, na kojoj je radio sve do smrti 1473./75, širili su se po čitavoj Dalmaciji arhitektonski, dekorativni i skulptorski oblici što ih je on razvio. Raščlana renesansne komponente u Jurjevim skulpturama i pojedinim arhitektonskim ostvarajima pokazuje niz dodirnih točaka s Donatellovim i Michelozzijevin radovima. Stoga Jurjev dolazak i rad u Dalmaciji dovode do snažnoga proširenja kasnogotičke dekoracije venecijanskoga karaktera, kao i do prvoga prodora najrazvijenijih firentinskih renesansnih oblika. Time je Juraj, po svojoj darovitosti jedna od najjačih pojava starije hrvatske umjetnosti, zauzeo ravnopravno mjesto među najvažnijim europskim renesansnim kiparima sredine XV. stoljeća.

## Galerija radova
- Split
- Šibenske katedrale sv. Jakova
- Šibenske katedrale sv. Jakova
- Šibenske katedrale sv. Jakova
- Šibenske katedrale sv. Jakova
- Loggia dei Mercanti, Ancona
- Loggia dei Mercanti, Ancona
- Loggia dei Mercanti, Ancona
- Portal crkve Svetog Frane u Anconi
- Portal crkve Svetog Frane u Anconi
- Portal crkve Svetog Frane u Anconi
- Portal crkve Svetog Frane u Anconi
- Sant'Agostino, Ancona
- Minčeta, Dubrovnik
- Dubrovnik
- Dubrovnik
- Reljef u kapeli bl. Arnira, benediktinski samostanu sv. Arnira u Splitu

## Vanjske poveznice

### Sestrinski projekti
|  | Zajednički poslužitelj ima još gradiva o temi Juraj Dalmatinac |

### Mrežna mjesta
- LZMK / Hrvatska enciklopedija: Juraj Dalmatinac
- Juraj Dalmatinac Hrvatska tehnička enciklopedija, portal hrvatske tehničke baštine. LZMK